# Miłakowo
Miłakowo é um município da Polônia, na voivodia da Vármia-Masúria e no condado de Ostróda. Estende-se por uma área de 8,76 km², com 2 609 habitantes, segundo os censos de 2017, com uma densidade de 297,8 hab/km².